# Perrine Pelenová
Perrine Pelen (* 3. července 1960 Boulogne-Billancourt) je bývalá francouzská lyžařka, slalomová specialistka, mistryně světa a držitelka tří olympijských medailí.
Perrine Pelen poprvé vstoupila do světové elity v sezóně 1976/77 a hned v prvním závodě ve Val-d'Isère, kde se jel obří slalom, dokončila na šestém místě.
- Sezóna 1976/77 – V boji o velký křišťálový glóbus skončila na 7. místě s 132 body, když zvítězila ve třech slalomech a jeden jediný bod jí připravil o malou trofej za slalom.
- Sezóna 1977/78 – Šesté místo v celkovém pořadí světového poháru další tři vítězné slalomy a znovu druhé místo ve slalomu. Poprvé reprezentovala Francii na světovém šampionátu v Garmischi – ve slalomu končí čtvrtá a v obřím slalomu osmá.
- Sezóna 1978/79 – Jediné vítězství mezi slalomovými brankami přináší pouze deváté místo v celkovém pořadí a čtvrté místo ve slalomu.
- Sezóna 1979/80 – Alpské lyžování vstupuje do olympijského roku a také Perrine je favoritkou na zlato především ve slalomu. Nakonec si z Lake Placid odváží bronzovou medaili z obřího slalomu. Ve světovém poháru ovšem kraluje ve své disciplíně, slalomu, když čtyři promění ve vítězství a zajistí si tak malý křišťálový glóbus. V celkovém pořadí je čtvrtá a druhá v obřím slalomu.
- Sezóna 1980/81 – Dva vítězné slalomy, třetí místo ve slalomu a 6 v celkovém pořadí.
- Sezóna 1981/82 – Sezóna se obešla bez vítězství a celkově dosáhl na 8 příčku, ve slalomu je pátá a v obřím slalomu šestá. Také na mistrovství světa v Schladmingu se jí příliš nedaří, přesto získala stříbro za kombinaci.
- Sezóna 1982/83 – V celkovém pořadí končí na 16. místě a ve slalomu na místě 11.
- Sezóna 1983/84 – Znovu se blíží olympijské hry v Sarajevu Perrine získává další dvě medaile – stříbrnou za slalom a bronzovou za obří slalom. Ve světovém poháru končí v celkovém pořadí 10 a ve slalomu je třetí
- Sezóna 1984/85 – V italském Bormiu vybojovala titul mistryně světa ve slalomu. Světový pohár končí na 12. místě celkově a třetí ve slalomu.
- Sezóna 1985/86 – Poslední sezóna ji přináší 13. místo v celkovém pořadí světového poháru, 12. místo v obřím slalomu a 3. místo ve slalomu.

## Vítězství ve Světovém poháru
| Datum             | Místo                   | Závod  |
| ----------------- | ----------------------- | ------ |
| 26. leden 1977    | Crans-Montana           | Slalom |
| 28. leden 1977    | Saint-Gervais-les-Bains | Slalom |
| 5. březen 1977    | Sun Valley              | Slalom |
| 10. prosinec 1977 | Cervinia                | Slalom |
| 8. únor 1977      | Saint-Gervais           | Slalom |
| 5. březen 1978    | Stratton Mountain       | Slalom |
| 18. březen 1979   | Furano                  | Slalom |
| 9. leden 1980     | Berchtesgaden           | Slalom |
| 25. leden 1980    | Saint-Gervais           | Slalom |
| 29. únor 1980     | Waterville Valley       | Slalom |
| 8. březen 1980    | Vysoké Tatry            | Slalom |
| 18. prosinec 1980 | Altenmarkt              | Slalom |
| 21. prosinec 1980 | Bormio                  | Slalom |
| 14. leden 1984    | Badgastein              | Slalom |
| 1. prosinec 1984  | Courmayeur              | Slalom |

## Olympijské hry
- 1980 – Lake Placid:
  - Bronzová medaile - Obří slalom
- 1984 – Sarajevo
  - Bronzová medaile - Obří Slalom
  - Stříbrná medaile – Slalom

## Mistrovství světa
- 1978 - Garmisch
  - 8. místo - Obří slalom
  - 4. místo – Slalom
- 1982 – Schladming
  - Stříbrná medaile – Kombinace
- 1985 - Bormio
  - Mistryně světa – Slalom

## Světový pohár
- Malý křišťálový glóbus 1979/80 za Slalom
- 15× zvítězila ve slalomu
- Celkově stála 43× na stupních vítězů z toho 36× ve slalomu a 7× v obřím slalomu.

## Mistrovství Francie
- Mistryně Francie ve slalomu – 1979, 1980, 1981, 1982, 1983, 1985 a 1986
- Mistryně Francie v obřím slalomu - 1986